# نئواستالینیسم
نئو استالینیسم یا نواستالینگرایی (به روسی: Неосталинизм) نشر دیدگاه‌های مثبت در مورد نقش جوزف استالین در تاریخ، به کار بستن مجدد برخی سیاست‌های استالینی در مورد مسائل خاص و ساخت نوستالژی برای دوره استالین است. نواستالینگرایی به‌طور قابل توجهی با نو شوروی‌گرایی و نوستالژی شوروی همپوشانی دارد. در طول سالیان متمادی تعاریف مختلفی از این واژه ارائه شده‌است.

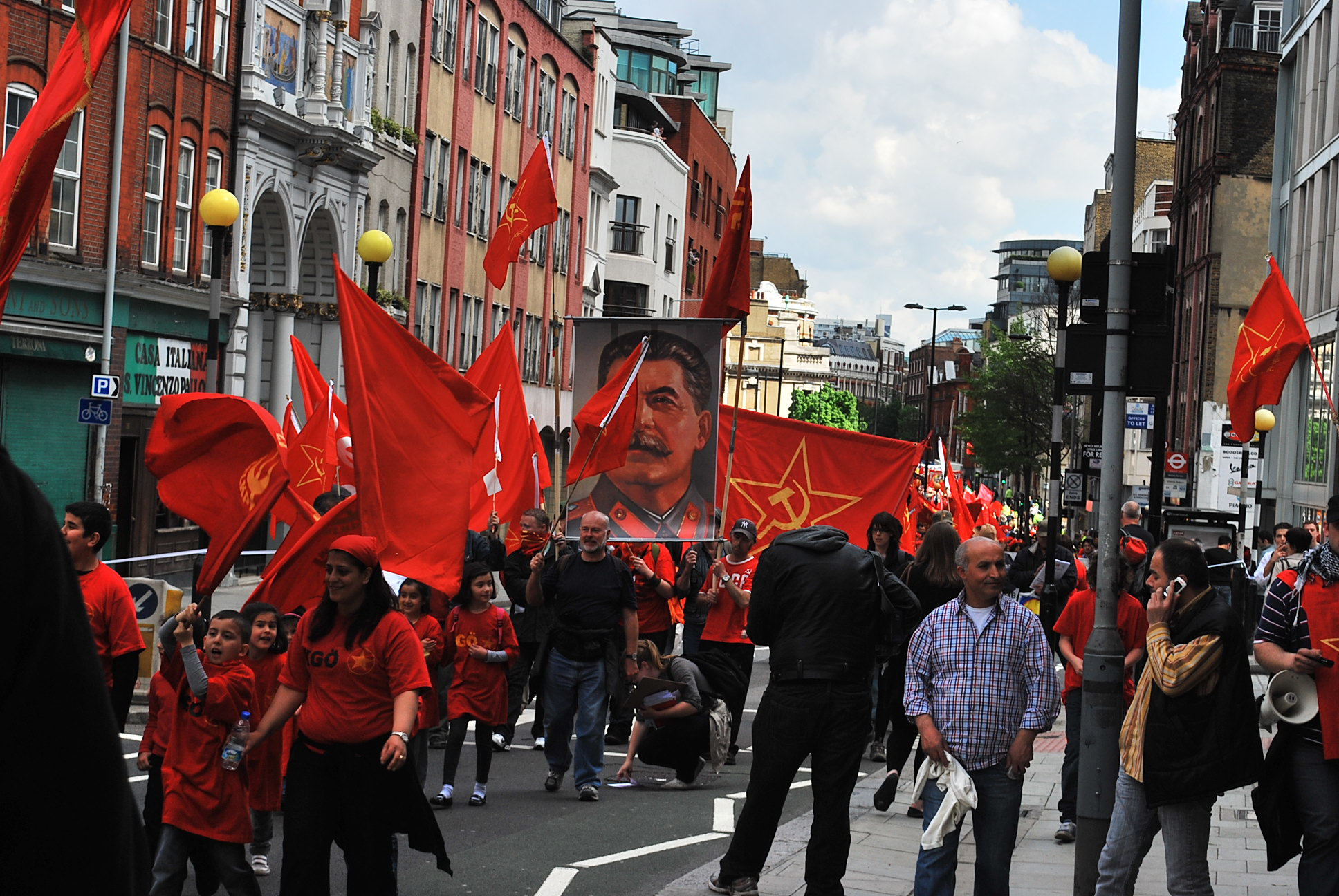
راهپیمایی طرفداران شوروی و استالین در لندن

## تعاریف
بنا به تعریف روی مدودف (تاریخدان روس)، این اصطلاح در حقیقت بازپروری جوزف استالین، همذات پنداری با او و نظام سیاسی دوران وی و نوعی نوستالژی سازی از دوره استالینیستی در تاریخ روسیه، احیای سیاست‌های استالینیستی و بازگشت به وحشت اداری آن دوره و در عین حال اجتناب از برخی از بدترین تندروی‌های اوست.
میخائیل گورباچف، دبیرکل سابق حزب کمونیست اتحاد جماهیر شوروی نیز معتقد است که این اصطلاح به یک دولت معتدل استالینیستی بدون سرکوب‌های گسترده همراه با آزار و اذیت مخالفان سیاسی و کنترل کامل تمام فعالیت‌های سیاسی در کشور اشاره دارد.
هال دریپر تروتسکیست آمریکایی تعریف دیگری از نواستالینیسم دارد، او می‌گوید که «نئو استالینیسم» برای اشاره به یک ایدئولوژی سیاسی جدید یا یک تحول جدید در سیاست شوروی می‌باشد که از اواسط دههٔ ۱۹۳۰ آغاز شده‌است که در واقع شروع یک دورهٔ ارتجاعی بود.
فردریک کاپلستون فیلسوف بزرگ انگلیسی درباب نئواستالینیسم می‌گوید: نئو استالینیسم به مثابه «تأکید اسلاووفیلی بر روسیه و تاریخ آن» می‌باشد که صرفاً بیان تمایل به کنترل، تسلط، سرکوب و اژدها نیست بلکه به این معناست که روسیه ضمن استفاده از علم و فناوری غربی، از آلوده شدن به نگرش‌های «منحط» غربی اجتناب می‌کند و راه خود را دنبال می‌نماید.
جغرافی‌دان سیاسی دنیس جی بی شاو، اتحاد جماهیر شوروی را تا دوره گذار به سرمایه‌داری پس از ۱۹۸۵ نئواستالینیستی می‌داند. او نئو استالینیسم را به عنوان یک سیستم سیاسی با اقتصاد برنامه‌ریزی شده و مجتمع نظامی صنعتی بسیار توسعه یافته معرفی کرد.
در طول دههٔ ۱۹۶۰، سازمان اطلاعات مرکزی آمریکا (سیا) با تمایزگذاری بین استالینیسم و نئو استالینیسم، رهبران پس از استالین را به‌دلیل رد دیکتاتوری فردی، ترور توده‌ای و افراط‌گرایی استالینی واجد برچسب نئو استالینیست دانست.
هنری رایشمن، در تک نگاری خود با عنوان «بازنگری در استالینیسم» دیدگاه‌های متفاوت و در حال تحول در مورد استفاده از واژه استالینیسم را مورد بحث و بررسی قرار می‌دهد و نتیجه می‌گیرد که استالینیسم در کاربرد علمی معناهای متفاوتی از خود بروز می‌دهد به‌طور مثال در یک معنا یک جنبش را توصیف می‌کند، در جای دیگر یک نظام اقتصادی، سیاسی یا اجتماعی را توصیف می‌کند و در جای دیگر نوعی از عمل سیاسی یا نظام اعتقادی را متبلور می‌نماید.

## حکومت‌های نئواستالینیستی
طبق باور محققان و پژوهش‌گران علم سیاست حکومت‌های زیر نئواستالینیستی طبقه‌بندی شده‌اند:
- دوران حکومت نیکولای چائوشسکو در رومانی (۱۹۸۹–۱۹۶۵)
- دوران انور خوجه دیکتاتوری آلبانی (۱۹۵۴–۱۹۴۴). البته شخص خوجه در ایدئولوژی شخصی خود تحت عنوان خوجه‌ایسم به‌طور علنی اعلام کرده بود که یک نئو استالینیست است. پس از مرگ استالین، خوجه جانشین استالین نیکیتا خروشچف را به رویزیونیسم متهم کرد و در نهایت آلبانی را از پیمان ورشو خارج کرد.
- رژیم کمونیستی خلق افغانستان (۱۹۷۹–۱۹۷۸)
- حکومت کرهٔ شمالی نیز طبق تعاریف رسانه‌های غربی یک حکومت استالینیستی معرفی شده‌است. آنها همچنین حکومت کره را پیرو یک ایدئولوژی «مارکسیسم لنینیسم» اصلاح شده می‌دانند.
- رژیم غیرکمونیستی اسلام کریم‌اف در ازبکستان هم نئواستالینیستی توصیف شده‌است.
- برخی از گروه‌های مارکسیستی حکومت کمونیستی چین را نئو استالینیستی دانسته‌اند.

### در شوروی
به باور بسیاری از اندیشمندان بسیاری از اسلاف استالین حکومت‌های نئواستالینیستی تشکیل داده بودند. به‌طور مثال نیکیتا خروشچف با آغاز کردن دورهٔ استالین زدایی سعی داشت تا برخی از اعمال چون کیش شخصیت و سرکوب سیاسی محالفان را رد و اصلاح کند و فضای تاحدودی بازتری ایجاد نماید. با روی کارآمدن برژنف نیز به دلیل حفظ برخی نمادها و اعمال استالینی ولی با کنار گذاشتن وجوهی دیگر چون کیش شخصیتی استالینیستی، نئو استالینیسم همچنان در صحنهٔ سیاست اتحاد جماهیر شوروی سوسیالیستی برقرار بود. حتی برخی از غربی‌ها سیاست‌های داخلی گورباچف را نئو استالینیستی نامیدند.

## پس از شوروی

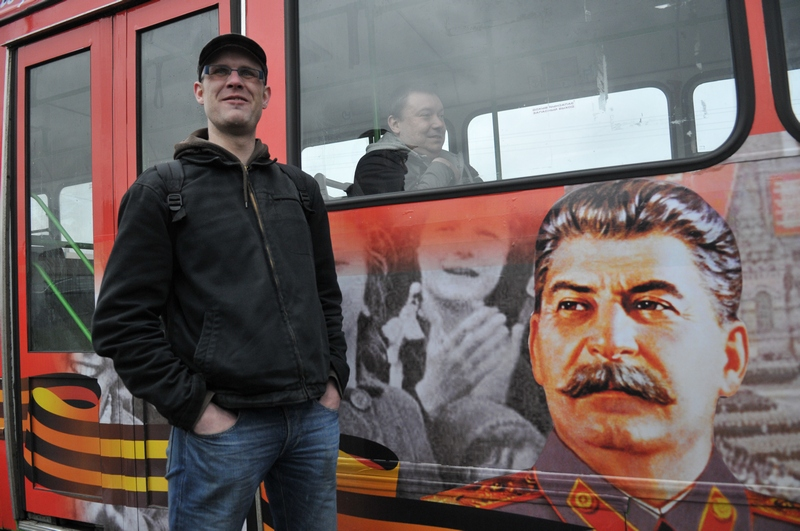
یک اتوبوس با تصاویر استالین در سن‌پترزبورگ در یادبود پیروزی‌های جنگ جهانی دوم

در سال ۲۰۱۶ دانشمند علوم سیاسی توماس شرلوک اظهار داشت که روسیه تا حدودی از سیاست‌های نئواستالینیستی خود عقب‌نشینی کرده‌است. او اظهار داشت «کرملین تمایلی به توسعه و تحمیل روایت‌های تاریخی که شوونیسم، فراملی‌گرایی و استالین‌سازی مجدد را ترویج می‌کند، ندارد. اگرچه چنین موضوعی در میان بخشی از نخبگان فعلی و در جامعه از حمایت برخوردار است اما ما تابع آن نیستیم. در عوض، رژیم اکنون در حال گسترش حمایت از ارزیابی انتقادی از دوران شوروی بالأخص استالینیسم است. این انتقاد در حال گسترش از گذشتهٔ شوروی، در خدمت تعدادی از اهداف مهم رهبری از جمله تعامل مجدد با غرب است. برای این منظور، کرملین اخیراً کتاب‌های درسی تاریخی جدیدی را در انتقاد از تاریخ شوروی و به‌ویژه به‌یاد قربانیان سرکوب شده در شوروی به چاپ رسانده‌است.

### دیدگاه‌های عمومی
از سال ۲۰۰۸ به این سو، بیش از نیمی از روس‌ها به استالین نگاه مثبت پیدا کرده‌اند و خواهان بازسازی بناهای تاریخی یادگار استالین که توسط رهبران گذشته برچیده یا به خاطر روس‌های آشوبگر در طول انحلال اتحاد جماهیر شوروی در سال ۱۹۹۱ تخریب شده‌اند، می‌باشند. بر اساس مرکز نظرسنجی لوادا، میزان محبوبیت استالین در بین روس‌ها در بیست سال گذشته سه برابر شده‌است و این روند از زمان روی کار آمدن ولادیمیر پوتین سرعت گرفته‌است.
به گفته اندرو آزبورن، باردیگر مجسمه‌های استالین در شهرها ظاهر شده‌اند و موزه ای نیز به افتخار او در ولگوگراد (استالینگراد سابق) افتتاح شده‌است. استیو گوترمن خبرنگار آسوشیتدپرس به نقل از ولادیمیر لاوروف (معاون مؤسسه تاریخ روسیه مسکو) نیز بیان کرده‌است که حدود ده مجسمه استالین در سال‌های اخیر در روسیه بازسازی یا نصب شده‌اند.

### در آموزش

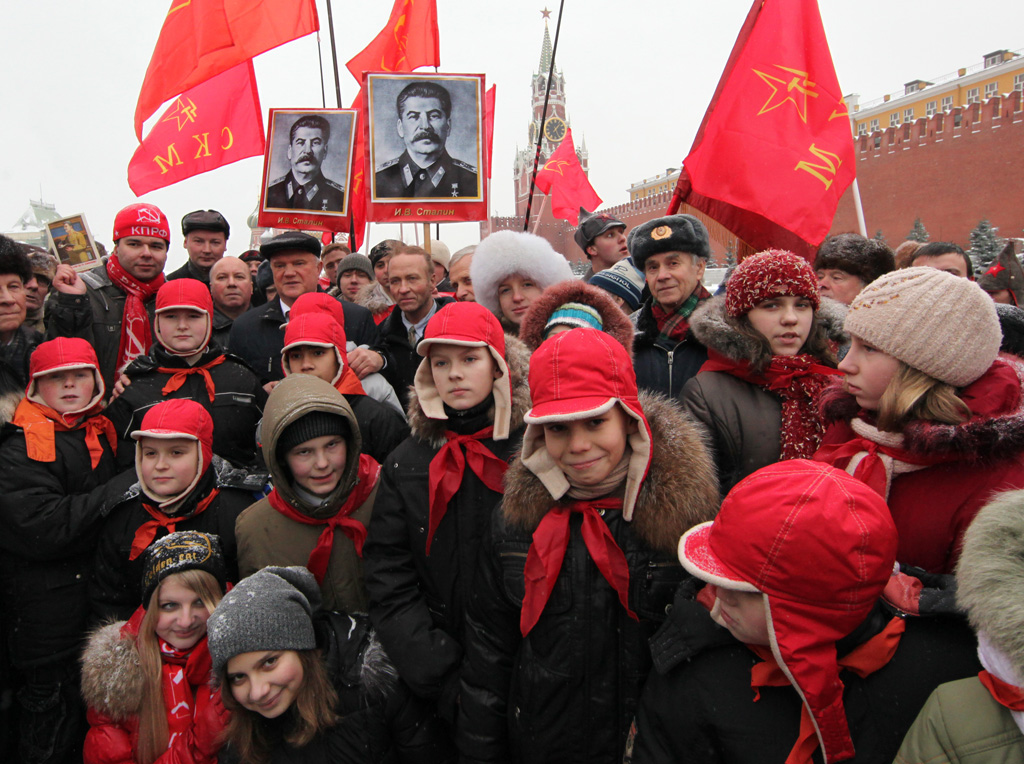
فعالان کمونیست به همراه کودکان در یادبود جوزف استالین در روسیهٔ سال ۲۰۰۹

در ژوئن ۲۰۰۷ ولادیمیر پوتین، رئیس‌جمهور روسیه، در کنفرانسی که برای معرفی کتاب راهنمای تاریخ برای معلم‌های دبیرستان ترتیب داده بود، استالین را به عنوان یک رهبر ظالم و در عین حال موفقی توصیف کرد که عقلانی عمل می می‌کرد. او ادعا کرد که ترورهای استالین درواقع ابزارهایی برای توسعه بوده‌اند. پوتین در این کنفرانس گفت که این کتاب راهنمای جدید به جوانان کمک می‌کند تا حس غرور را در روسیه القا کنند. او اظهار داشت که پاکسازی‌های استالین در مقایسه با بمباران اتمی هیروشیما و ناگاساکی توسط ایالات متحده بسیار کم رنگ است.

در فدراسیون روسیه لیستی از کتاب‌های تأیید شدهٔ تاریخی وجود دارد که دانش آموزان می‌توانند به عنوان منابع درسی از آن‌ها استفاده کنند. در میان این کتاب‌ها، رمان الکساندر سولژنیتسین با عنوان «مجمع‌الجزایر گولاگ» هم بخشی از کتاب‌های درسی است.

در سال ۲۰۰۹ گزارش شد که دولت روسیه در حال طراحی برنامه‌هایی برای جرم انگاری بیانیه‌ها و اقداماتی است که پیروزی اتحاد جماهیر شوروی بر فاشیسم در جنگ جهانی دوم یا نقش آن را در آزادی اروپای شرقی رد می‌کنند. در همان سال رئیس‌جمهور روسیه، دیمیتری مدودف، اتحاد جماهیر شوروی را در طول جنگ جهانی با عنوان
«کشور ما» توصیف کرده بود و کمیسیون حقیقت تاریخی‌ای را برای اقدام علیه آنچه کرملین جعل تاریخ روسیه می‌نامد، تشکیل داد.

### نظراتی در این باب
دیمیتری فورمن، مدیر مرکز تحقیقات کشورهای مشترک المنافع در مؤسسه آکادمی علوم روسیه-اروپا، نئو استالینیسم رژیم جدید روسیه را یک «استالینیسم غیر ایدئولوژیک» خواند که «به دنبال کنترل برای کنترل است نه کنترل برای انقلابی جهانی». 

گنادی زیوگانف، سیاستمدار کمونیست روس معقتد است که روسیه باید بار دیگر به استالین به خاطر نقش او در ساختن سوسیالیسم و نجات تمدن بشری از طاعون نازی‌ها افتخار کند. زیوگانف گفته بود که استالینِ بزرگ، نیازی به بازسازی ندارد و پیشنهاد کرده بود که نام ولگوگراد را باردیگر به استالینگراد برگردانند.
در سال ۲۰۰۸ دمیتری پوچکوف، مقامات روسیه را متهم کرده بود که با راه انداختن موجی از تبلیغات ضد استالینی، توجه مردم را از مشکلات موضوعی منحرف می‌کنند. او دریک گفتگوی تلویزیونی در پاسخ به این سؤال که «آیا موج جدید پرده برداری از وحشت استالینیسم در تلویزیون با پیامدهای نزدیک به بحران مرتبط است یا صرفاً یک تشدید [روانی] دیگر است؟»، گفته بود: «این موج برای منحرف کردن افکار مردم از مشکلات اصلی کشور است. شما مجبور نیستید به حقوق بازنشستگی خود فکر کنید، شما مجبور نیستید به تحصیلات خود فکر کنید آنچه مهم است وحشت از استالینیسم است!».